# Kelby
Kelby – wieś w Anglii, w Lincolnshire, w dystrykcie North Kesteven, w civil parish Culverthorpe and Kelby. Leży 10,8 km od miasta Grantham, 29,8 km od Lincoln i 163,5 km od Londynu.
W 1921 roku civil parish liczyła 61 mieszkańców. Kelby jest wspomniana w Domesday Book (1086) jako Chelebi/Chillebi.